# Суна (Сунский район)
Суна́ — посёлок городского типа, центр Сунского района Кировской области России, а также Сунского городского поселения. Посёлок раскинут по склону близ реки Суны, на трактовой дороге, идущей из Кирова в Казань.
Старый центр сформировался вокруг церкви Вознесения (1754—1830), застройка раскинулась по склону горы. Находится в 95 км к югу от областного центра — города Кирова, в лесной холмистой местности.

## Происхождение названия
Название посёлка происходит от названия реки, которое сравнивают с мар. шун «глина», коми сюн «глина, ил». Поскольку начальный согласный твёрдый, гидроним скорее всего древнемарийского происхождения.

## История
Основан в 1650 году как Сунская вотчина Вятского Успенского Трифонова монастыря. Село возникло одновременно с завершением строительства Вознесенской церкви на реке Суне. До 1780 года — село Вознесенское-на-Суне. В 1780 по указу Екатерины II переименовано в Суну. В XIX − начале XX веков в селе имелись волостное правление, земская больница, квартиры земского начальника и станового пристава, школы — земская, министерская, церковно-приходская. Снабжение жителей промышленными товарами шло через лавки частных торговцев. В селе проходили ярмарки. Суна была местом политической ссылки.
В 1926 год Суне насчитывалось 273 жителя (95 хозяйств).
Решением Кировского облисполкома от 26 января 1971 года № 34 село Суна преобразовано в рабочий поселок городского типа.

## Население
| 1970  | 1979  | 1989  | 2002  | 2009  | 2010  | 2012  | 2013  | 2014  |
| ----- | ----- | ----- | ----- | ----- | ----- | ----- | ----- | ----- |
| 2624  | ↗3469 | ↗3559 | ↘2475 | ↘2142 | ↗2199 | ↘2189 | ↘2122 | ↘2103 |
| 2015  | 2016  | 2017  | 2018  | 2019  | 2020  | 2021  |       |       |
| ↘2093 | ↘2078 | ↘2055 | ↘2053 | ↘1976 | ↘1958 | ↗1969 |       |       |

## Пресса
Родной край - Суна